# Stage Beauty
Stage Beauty (även kallad Scenens skönhet i Finland) är en brittisk/tysk/amerikansk långfilm från 2004.

## Handling
Ned Kynaston är en firad skådespelare i 1660-talets London vars specialitet är kvinnoroller. Men fallet blir högt när kung Karl II bestämmer att även kvinnor ska få spela kvinnoroller på teatern, och Neds för detta hjälpare Maria (Claire Danes) som blivit skådespelare bestämmer sig för att hjälpa honom.

## Om filmen
Stage Beauty regisserades av Richard Eyre. Manuset skrevs av Jeffrey Hatcher, som även skrev pjäsen Compleat Female Stage Beauty, som filmen baseras på.

## Rollista (i urval)
- Claire Danes - Maria/Margaret Hughes
- Billy Crudup - Ned Kynaston
- Tom Wilkinson - Betterton
- Zoe Tapper - Karen Gower
- Tom Hollander - sir Peter Lely
- Hugh Bonneville - Samuel Pepys
- Alice Eve - miss Frayne
- Richard Griffiths - sir Charles Sedley
- Edward Fox - sir Edward Hyde